# Hamburgi Egyetem
A Hamburgi Egyetem németül: Universität Hamburg, rövidítve: UHH) német állami egyetem, amelyet 1919. március 28-án alapítottak, a már meglévő intézmények egyesülésével. A fő campus Hamburg Rotherbaum kerületben található, de néhány kapcsolódó intézménynek, kutatóközpontnak és osztálynak az egész városban vannak részlegei.
A Hamburgi Egyetemet a Times Higher Education, a Academic Ranking of World Universities és a CWTS Leiden Ranking a világ 200 legjobbja közé rangsorolja. Hét Nobel-díjas neve kapcsolható hozzá. Országosan a US News & World Report a hetedik, míg a QS World University Rankings a 426 felsőoktatási intézmény közül a 14. helyre sorolja.

## Története
A huszadik század elején számos petíció érkezett a szenátushoz és a hamburgi parlamenthez egyetem létrehozására. Werner von Melle szenátor ezeknek az igényeknek igyekezett eleget tenni azzal, hogy több felsőoktatási intézmény egyesítésén dolgozott. Ezt a tervet azonban nem hagyták jóvá.
Az első világháború után őt választották Hamburg polgármesterévé. Rudolf Ross-szal együtt végrehajtott egy projektet a hamburgi oktatás megreformálására, amelynek csúcspontja az egyetem létrehozása volt. Az új egyetem első karai a jog- és államtudományok, az orvostudomány, a filozófia és a természettudományok területén oktattak.
A következő évtizedben az egyetem nagy jelentőségű kutatókat, tudósokat és professzorokat vonzott magához, köztük Aby Warburg művészettörténészt, Ernst Cassirer filozófust, William Stern pszichológust, Neumann János fizikus-matematikust, valamint Wolfgang Pauli fizikust. Ezekben az években a hamburgi egyetemen képezték ki a matematikust, a matematikai Wolf-díj leendő győztesét, Shiing-Shen Chernt, a jövőbeni orvosi Nobel-díjas Hans Adolf Krebset és Hans Jensen fizikai Nobel-díjast.
A náci rezsim megjelenése számos prominens személyiség eltávolítását eredményezte.
A második világháború után az egyetem folytatta tevékenységét. A Hittudományi kar kiegészült a már meglévő karokkal, míg a jogi kar elkülönült a társadalomtudományoktól. Az 1968-as diákmozgalmak következtében további átszervezéseket hajtottak végre, de ezeket később hatályon kívül helyezték. A háború utáni időszakban az egyetemen tanult személyiségek között volt Helmut Schmidt és Wolfgang Schäuble politikusok, valamint Peter Sloterdijk filozófus. 1959–60-ban Michel Foucault filozófus tanfolyamokat tartott itt. Tudományos területen a Hamburgi Egyetemen tanult Jens Marklof, a Whitehead matematika-díj nyertese, az orvosi Nobel-díjas Harald zur Hausen és a fizikus, a Max Planck-érem nyertese, Jürgen Ehlers.
A Hamburgi Egyetem jelenleg nyolc karra oszlik: Jogi, Gazdaság- és Társadalomtudományi, Orvostudományi, Oktatási, Bölcsészettudományi, Matematika és Természettudományok, Pszichológiai és Gazdálkodási.

## Felépítése
2006 óta az egyetemen hat együttműködő kutatóközpont, hat kutatócsoport, két Max Planck nemzetközi kutatóiskola és 13 fiatal tudós kutatócsoport működik. Jelenleg az egyetem nyolc karra oszlik.

## Fordítás
Ez a szócikk részben vagy egészben  az   Università di Amburgo című olasz Wikipédia-szócikk ezen változatának fordításán alapul.  Az eredeti cikk szerkesztőit annak laptörténete sorolja fel. Ez a jelzés csupán a megfogalmazás eredetét és a szerzői jogokat jelzi, nem szolgál a cikkben szereplő információk forrásmegjelöléseként.